# NGC 2638
NGC 2638 è una galassia lenticolare situata nella costellazione della Lince, a una distanza di circa 195 milioni di anni luce dalla nostra Via Lattea.

## Scoperta
La galassia è stata scoperta il 21 gennaio 1885 dall'astronomo francese Édouard Stephan.

## Descrizione
Il database SIMBAD la classifica come galassia LINER, cioè una galassia il cui nucleo presenta uno spettro di emissione caratterizzato da larghe righe di atomi debolmente ionizzati.